# Cancha de tenis

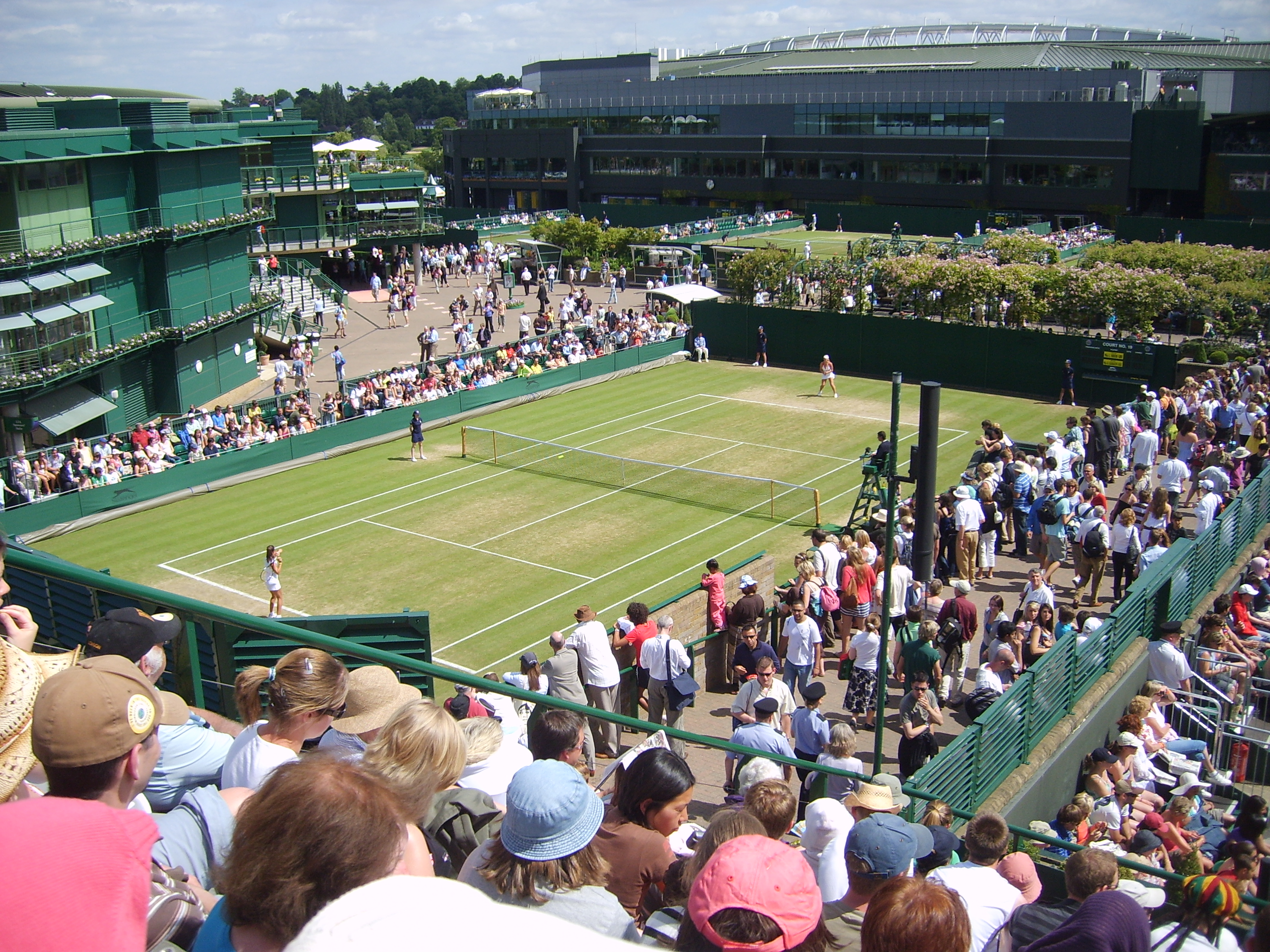
Canchas de tenis en Wimbledon.

La cancha de tenis, conocida también como pista de tenis, es el campo de juego donde se juega al tenis. Se trata de una superficie rectangular cruzada al medio por una red baja. La cancha suele estar preparada y marcada para practicar tanto individuales como dobles.

## Dimensiones

Dimensiones de la cancha de tenis.

El tenis se juega en una superficie rectangular y lisa, que puede estar construida en diversos materiales. La cancha tiene 23,77 m (metros) de longitud. La anchura varía según se juegue individuales (8,23 m) o dobles (10,97 m).
El terreno necesita prever también espacio adicional a los lados y al fondo, para alcanzar pelotas en juego más allá de los límites de la pista, debiendo reglamentariamente ser esas medidas de 3,65 m y 6,40 m, respectivamente, según el reglamento internacional, siendo las dimensiones totales de 18.28 m de ancho por 40.80m m de largo.
La red divisoria debe encontrarse a una altura de 0,914 m al centro y 1,07 m en los postes que la sostienen.
La pista está dividida en dos lados, uno para cada jugador o equipo. En cada lado existen dos cuadrados de saque, sectores rectangulares donde deberá botar la pelota de saque del contrincante, luego de ser enviada en diagonal, para que resulte válido.

## Superficies
Existen cinco tipos básicos de superficie en las cuales se juega al tenis, pero solo los primeros tres se utilizan en los torneos oficiales:
- Césped
- Polvo de ladrillo
- Dura
- Moqueta
- Madera

La superficie en que se practique el tenis es de gran importancia, porque resulta un elemento determinante del estilo a emplear.
Incluso dentro de cada tipo de superficie existen diferencias considerables, según la composición del material utilizado en su construcción. Lo más importante de estas es la forma en la que bota la pelota en cada una de ellas.
Por esa razón las canchas se clasifican en lentas o rápidas. Las canchas lentas son aquellas en las que la pelota tiene un bote más alto y más lento, que lleva a que tarde más tiempo en impactar el suelo por segunda vez y por lo tanto darle al jugador más tiempo para llegar a la misma e impactarla. Usualmente los puntos jugados sobre canchas lentas son más largos. Las canchas rápidas son aquellas en que ocurre todo lo contrario, botes más bajos y rápidos y, por consiguiente, puntos más breves.
Las pistas de césped se encuentran entre las más rápidas. En el otro extremo, las pistas de tierra batida son las más lentas.
También existe de forma anecdótica, una sexta superficie sobre la que solamente se juega un torneo en el mundo, que es la arena de playa. Se trata de un torneo exhibición, el Torneo Tenis Playa de Luanco en Asturias, y se disputa solamente en bajamar.

### Césped

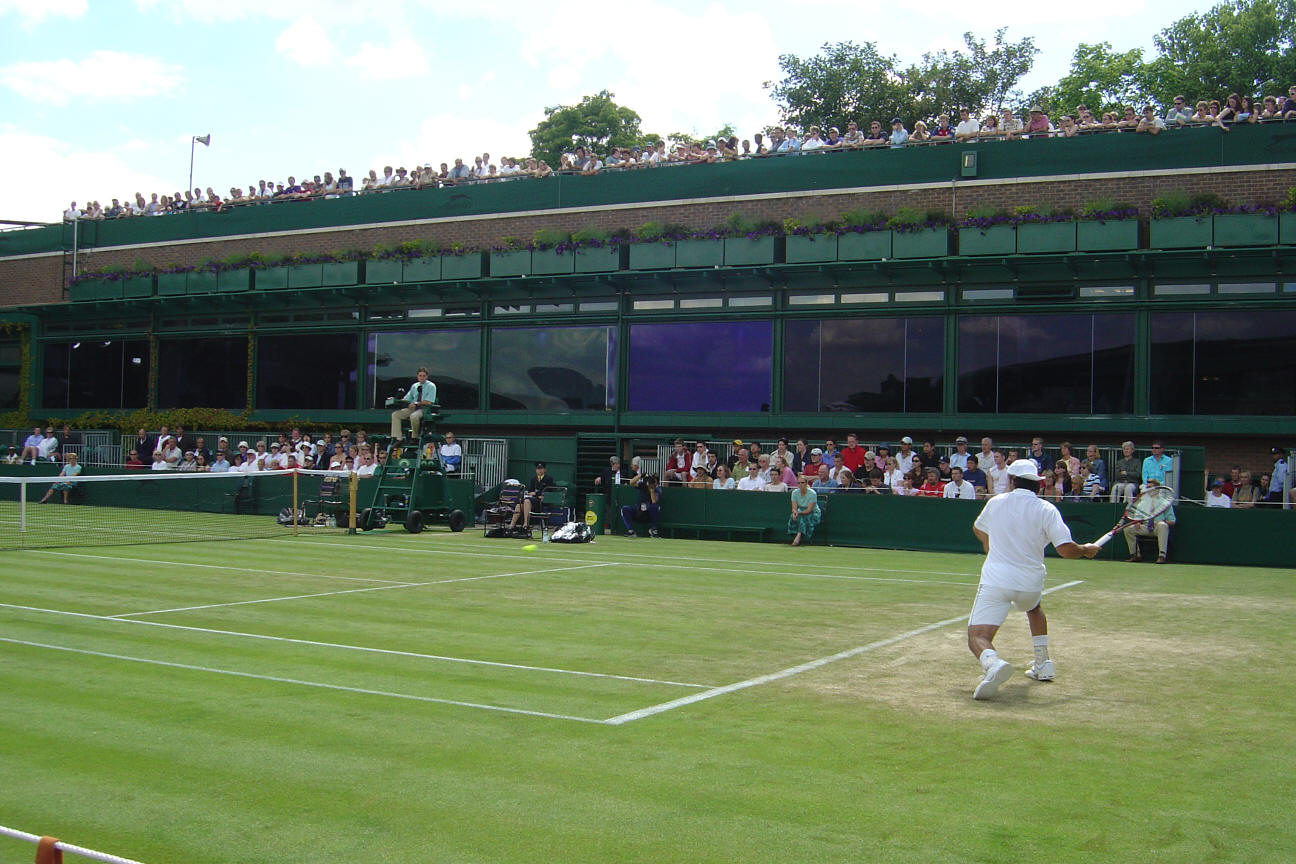
Wimbledon, la Catedral del Tenis, con su histórica cancha de césped.

El césped es la superficie original del tenis. Se trata de una superficie rápida, de bote irregular y la menos utilizada.
La construcción y mantenimiento de este tipo de superficies es costoso y complejo. La base precisa es poseer líneas de drenaje que permite el riego del césped y a la vez eviten el anegamiento. Se debe conocer y elegir la variedad de césped más adecuado al clima local, el que a su vez debe ser retirado y replantado cada cierto tiempo. Finalmente, como todo cultivo, se debe cuidar que no sea atacado por insectos u otros vegetales, utilizando para ello productos químicos. Entre las variedades de césped utilizadas en el tenis pueden mencionarse:
- Bentgrass (Agrostis).
- Bermuda (Cynodon dactylon).
- Legend.[6]
- Pasto indio (Sorghastrum nutans).
- Rye (Lolium).

La característica esencial de la pista de césped es la irregularidad del bote. La pelota no solo bota bajo y rápido, sino que bota de manera irregular, cambiando las alturas y direcciones. Esto lleva a un tipo de juego basado en la volea (golpe de aire) que evite el bote, para volver a pasar la pelota con tiros que provoquen un bote bajo o golpe cortado, porque es muy alta la probabilidad de que el bote irregular de la pelota provoque un error.
Con esto dicho, 8 torneos ATP se practican sobre esta superficie: Stuttgart, s-Hertogenbosch, Halle, Queen's Club, Mallorca, Eastbourne y Wimbledon. Por parte de la WTA, son 7: Queen's Club, 's-Hertogenbosch, Berlín, Nottingham, Bad Homburg, Eastbourne y Wimbledon.

### Polvo de ladrillo

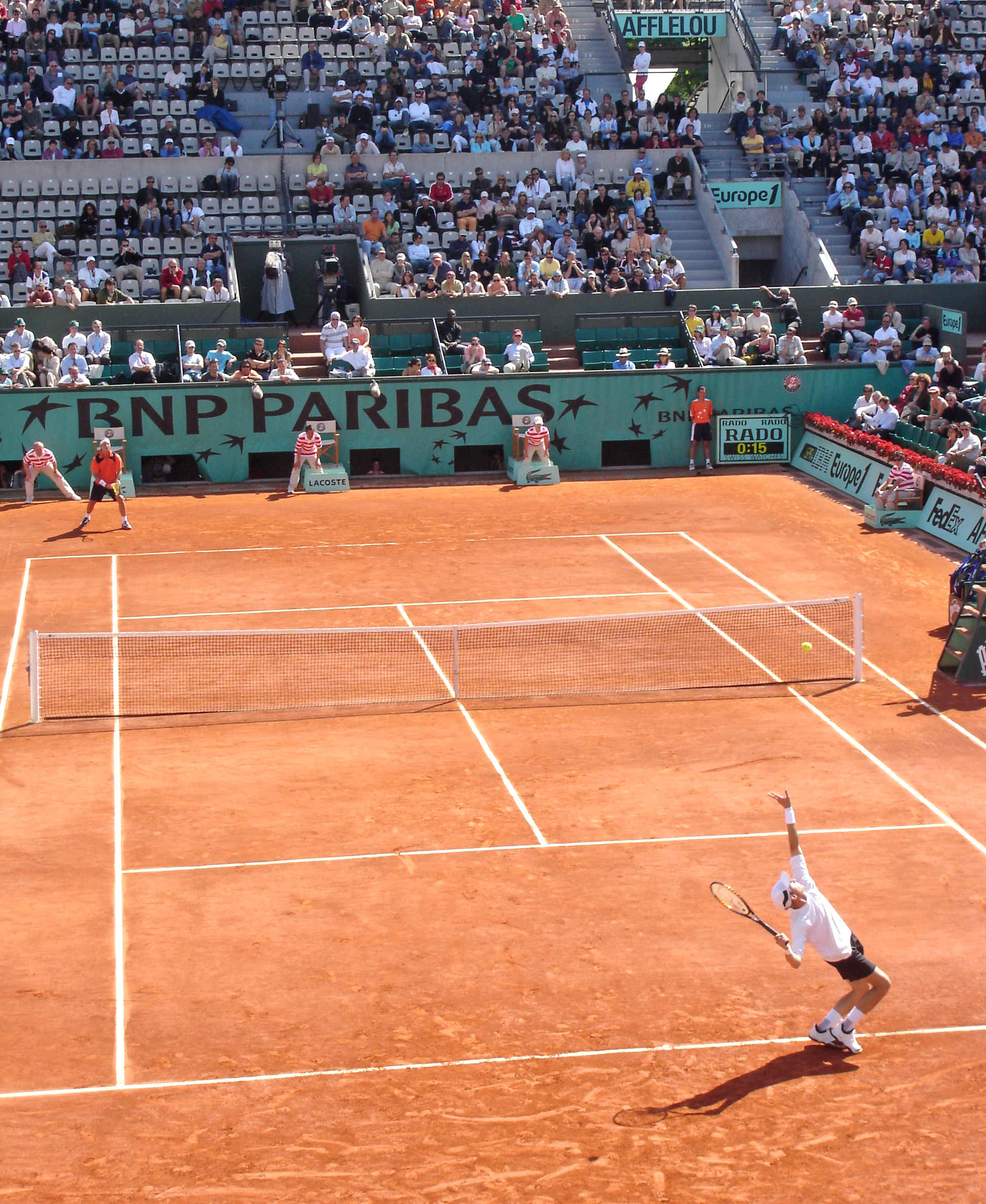
Roland Garrós, en París, es el campeonato más famoso del mundo sobre arcilla.

La primera alternativa popular a las superficies de césped, fue la construcción de pistas de tierra. Resultan mucho menos costosas y fáciles de mantener, aunque siguen siendo más caras que las duras o cemento. El material con el que se construyen es la arcilla, utilizándose dos tipos: arcilla roja y arcilla verde. Si bien son relativamente baratas, requieren de un considerable trabajo de mantenimiento, reponiendo y emparejando periódicamente el material. Diariamente deben ser regadas con agua y durante los encuentros debe ser barrida, con el fin de alisar las marcas e irregularidades causadas por los calzados deportivos y los botes de la pelota.
Las pistas de arcilla roja pueden construirse con arcilla natural, tierra batida, o polvo de ladrillo producido por la molienda de ladrillo rojo. España y Argentina se han caracterizado por un gran desarrollo del tenis sobre arcilla roja y el torneo más famoso del mundo sobre esta superficie es el Torneo de Roland Garros, en París (Francia), cuyas pistas están construidas con arcilla roja extraída de tierra batida.
Las pistas de arcilla verde se construyen con har-tru (arcilla americana o rubico), un compuesto fabricado con piedra, caucho y plásticos machacados. Es el tipo más común de superficie lenta en los Estados Unidos. El único torneo de WTA que se juega sobre esta superficie es el Torneo de Charleston en Estados Unidos.
La característica esencial de la pista de arcilla es la lentitud del bote y la posibilidad del jugador de patinar sobre la tierra. Esto lleva a un tipo de juego más defensivo, sostenido desde la línea de fondo, en los que el punto dura más tiempo, con mayor cantidad de pases sobre la red, requiriendo una mayor preparación del tanto para ganarlo. Los jugadores suelen recurrir más al tiro con efecto hacia adelante o efecto liftado, que una vez que botan tienden a enviar al jugador contrario hacia atrás para provocar pelotas cortas que permitan definir el punto.
Con esto dicho, los torneos disputados en esta superficie son 18: Buenos Aires, Río de Janeiro, Chile, Houston, Marrakech, Bucarest, Montecarlo, Godó, Múnich, Madrid, Roma, Hamburgo, Ginebra, Roland Garros, Bastad, Gstaad, Umag y Kitzbühel.

#### Arcilla azul
En el Masters de Madrid 2012 se implementó un nuevo tipo de arcilla de tonalidad azul. La superficie ha generado variadas críticas por parte de voces autorizadas, según las cuales no permitiría un adecuado desplazamiento de los jugadores. Un vídeo publicado en la web de Marca, en el que aparecen tenistas probando la pista, llega a la conclusión de que no afecta al bote de la pelota.
También un debate en cuanto a la visibilidad de la pelota, ya que por un lado mejora el contraste con la misma, lo que mejoraría su visibilidad, pero por otro lado, el color azul, por encontrarse en el extremo de la sensibilidad del ojo humano suele generar incomodidad y fatiga visual, ya que es un color difícil de manejar para el ojo humano, y requiere un mayor esfuerzo para lograr un enfoque nítido.[cita requerida]

### Dura

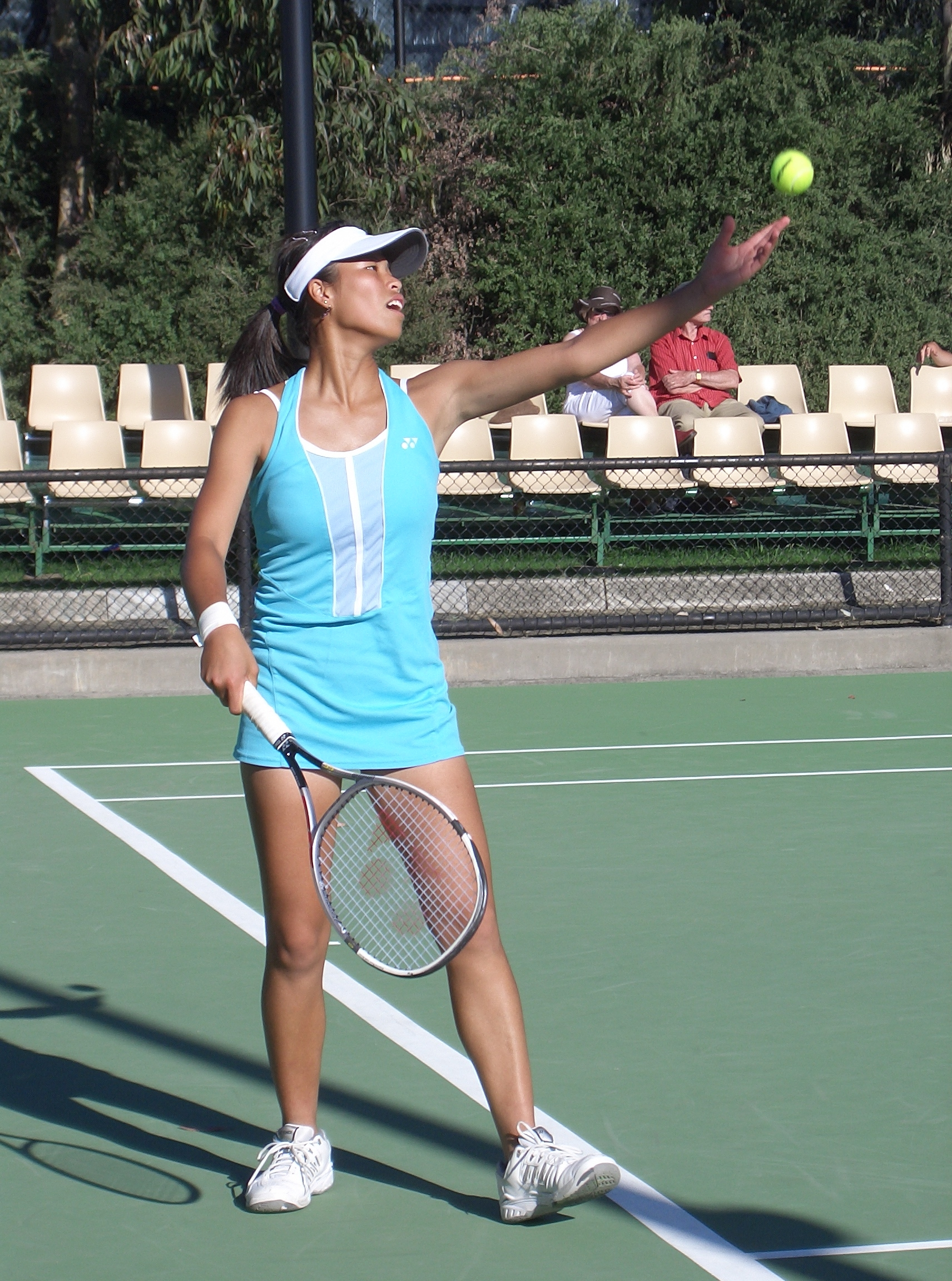
Pista dura.

Las superficies duras, también conocidas como superficies de cemento, son las más comunes en el tenis moderno, aunque en algunos países aún siguen predominando las de arcilla. Tienen mucho menor costo y trabajo de mantenimiento que las pistas de arcilla, y se ven mucho menos afectadas por las inclemencias climáticas, aunque también es probable que incrementen el nivel de lesiones de los deportistas.
Usualmente se construyen de asfalto, cemento o plástico. A las superficies de cemento se les aplica un sellador fino y corto o una pintura especial de exteriores. La cantidad de arena utilizada en la mezcla y en la pintura superior determina la velocidad con que la pelota habrá de botar, y cuánto más arena se aplique, más lento se hará el bote, asimilándola a la superficie de arcilla y magnificando el impacto del efecto liftado. Más modernamente las superficies duras se construyen con algún tipo de plástico resistente, que resulta más suave que las de cemento, haciendo el juego más lento.
Casi siempre son más rápidas que las superficies de arcilla y más lentas que las de césped. Se las considera las más neutras para el enfrentamiento de las diferentes tácticas y estilos, con una leve ventaja para los jugadores de tiro potente.
Los dos principales torneos de superficie dura son el Abierto de los Estados Unidos y el Abierto de Australia, ambos sin techo (outdoor). En el primer caso, se utiliza una superficie llamada DecoTurf, un acrílico muy resistente; en el segundo caso se utiliza Plexicushion, habiendo abandonado el Rebound Ace; adicionalmente, otros 33 torneos se juegan en esta superficie, divididas en sin techo (outdoor) (20); Brisbane, Hong Kong, Adelaida, Auckland, Delray Beach, Doha, Dubái, Acapulco, Indian Wells, Miami, Los Cabos, Washington, Canadá, Cincinnati, Winston-Salem, Chengdú, Hangzhou, Pekín, Tokio y Shanghái; y con techo (indoor) (13): Montpellier, Dallas, Róterdam, Marsella, Almatý, Bruselas, Estocolmo, Basilea, Viena, París, Atenas, Metz y ATP Finals.

## Superficies descontinuadas

### Moqueta

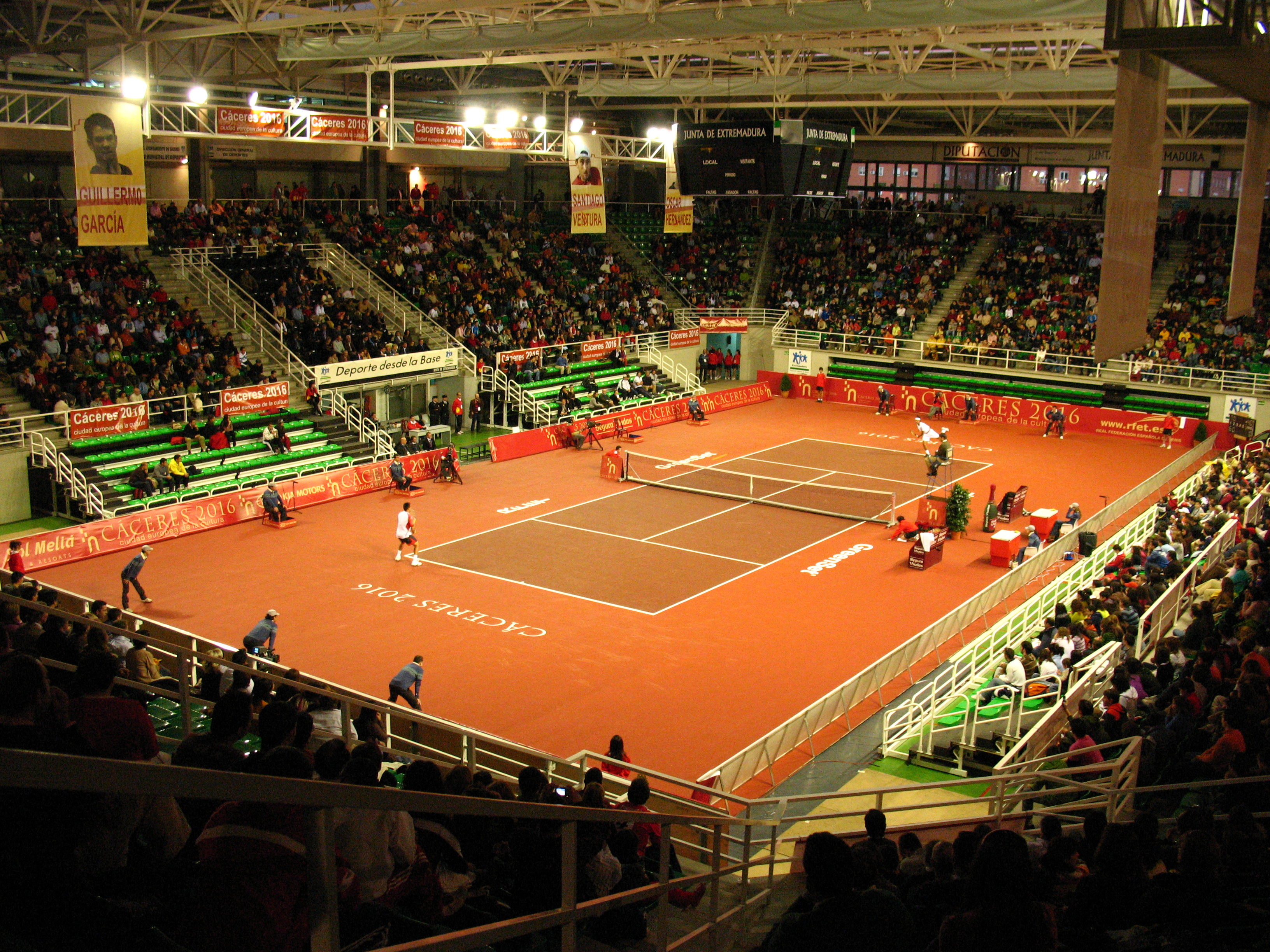
Pista de moqueta.

Las superficies sintéticas de interiores, también llamadas moquetas, pista de interior, carpetas sintéticas, pista cubierta o pista de indoor, están construidas con materiales sintéticos especiales, con considerables variaciones de grosor, textura y combinación de materiales. En muchos casos adoptan la forma de césped artificial. El Masters de París, por ejemplo, se jugó sobre una moqueta de goma sintética.
En general son superficies rápidas, más rápidas que las superficies duras y en algunos casos más rápidas que las de césped. En estas superficies el saque y la volea resultan decisivos.
Desde 2009 está prohibida la utilización de este tipo de superficie en los torneos profesionales de la ATP.

### Madera
Pese a haber sido la superficie preferida para la práctica del tenis real (o jeu de paume), ancestro directo del tenis, la superficie de madera es extremadamente rara. Es la superficie más rápida de todas, con un bote aún más bajo que el que causa el césped. Actualmente se encuentra en desuso.

## Terminología
La terminología habitual sobre la pista de tenis es:
- Línea de fondo o de base: es la línea posterior que divide la pista de la zona de afuera, más allá de donde el bote de la pelota es inválido.
- Paralelas, callejón o pasillos: la zona entre la pista de individuales y dobles, una del lado de la ventaja y otra del lado iguales. Solo se utilizan para jugar doble.
- La «T»: donde se unen en el centro de cada lado, los dos rectángulos de saque.
- Cuadrados de saque: el rectángulo ubicado en diagonal al sacador donde debe botar la pelota para que el saque sea válido.